# Elegia nuda
Elegia nuda är en gräsväxtart som först beskrevs av Christen Friis Rottbøll, och fick sitt nu gällande namn av Carl Sigismund Kunth. Elegia nuda ingår i släktet Elegia och familjen Restionaceae. Inga underarter finns listade i Catalogue of Life.